# Corvus imparatus
Il corvo del Tamaulipas o cornacchia del Tamaulipas (Corvus imparatus Peters, 1929) è un uccello passeriforme della famiglia Corvidae.

## Etimologia
Il nome scientifico della specie, imparatus, deriva dal latino e significa "impreparato", in riferimento all'areale di diffusione della specie.

## Descrizione

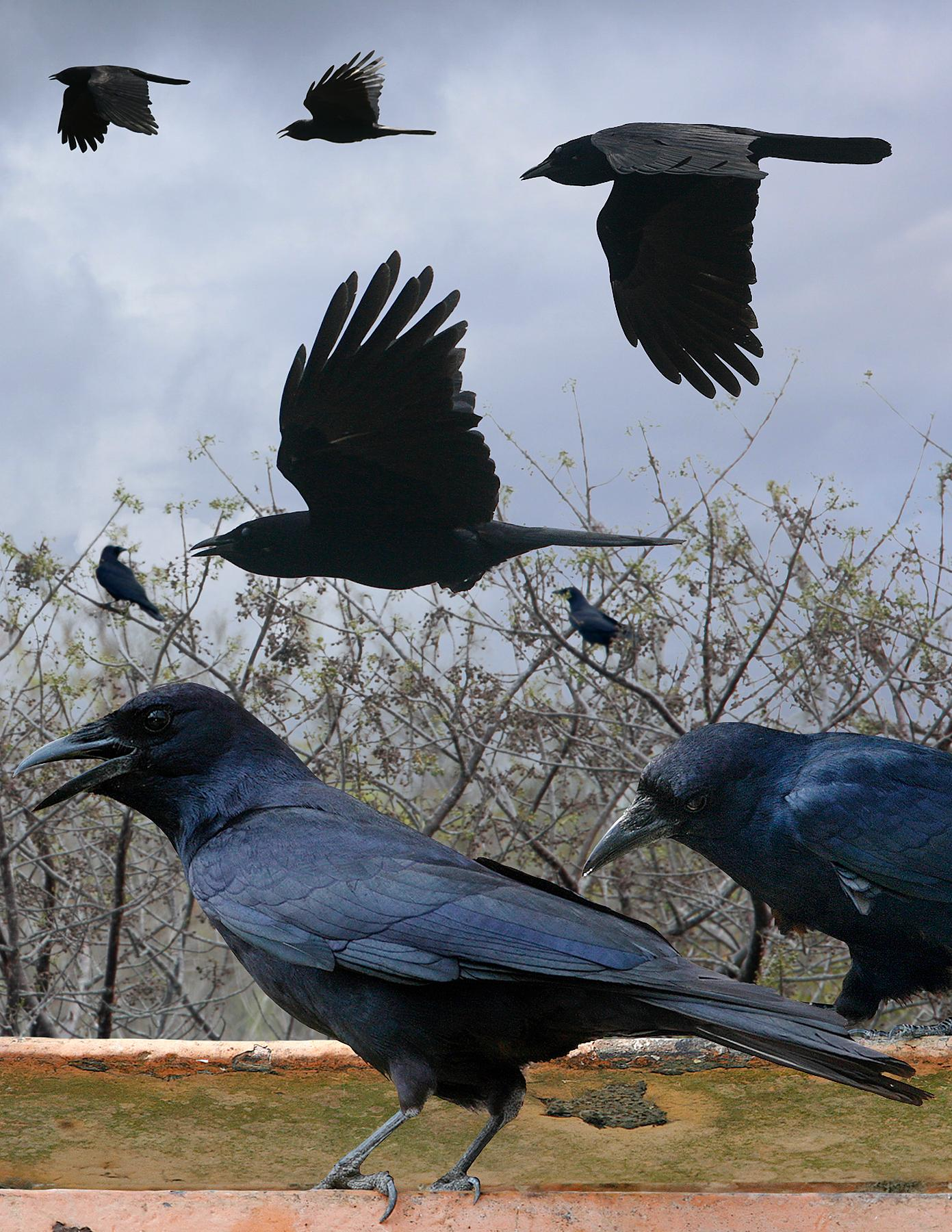
Illustrazione.

### Dimensioni
Misura 34-40 cm di lunghezza, per 192-237 g di peso.

### Aspetto
Si tratta di uccelli dall'aspetto robusto e slanciato, muniti di testa squadrata, becco piuttosto corto (se paragonato alle altre specie di corvo), conico ed appuntito, collo robusto, lunghe ali digitate, zampe forti e coda di media lunghezza.
Il piumaggio si presenta interamente di colore nero lucido, con presenza di sfumature metalliche purpuree, verdi e bluastre su testa, ali, dorso, area ventrale e coda.
Il becco e le zampe sono di colore nero: gli occhi sono invece di colore bruno scuro.

## Biologia
Si tratta di uccelli dalle abitudini di vita diurne e gregarie, che all'infuori del periodo riproduttivo si riuniscono in stormi anche numerosi, i quali durante il giorno si frazionano in gruppetti, coppie o singole unità che passano la maggior parte del tempo alla ricerca di cibo al suolo, salvo poi riunirsi fra gli alberi nel tardo pomeriggio, per passare la notte al riparo da ventuali pericoli.
Il richiamo di questi uccelli è aspro, nasale e gracidante, e viene ripetuto verie volte e con intensità crescente a seconda del grado di eccitazione dell'animale.

### Alimentazione
Il corvo del Tamaulipas è un uccello onnivoro ed opportunista: la dieta di questi uccelli si compone sia di alimenti di origine vegetale (semi, granaglie, bacche, frutta matura) che animale (insetti ed altri invertebrati, piccoli vertebrati, uova e nidiacei razziati dai nidi). Essi frequentano inoltre assiduamente le discariche e le coltivazioni, attratti dalle grandi quantità di cibo ivi presenti.

### Riproduzione
Si tratta di uccelli monogami, la cui stagione riproduttiva va da marzo alla fine di maggio.
Le coppie collaborano nella costruzione del nido (una coppa di rametti foderata internamente di radichette e fibre vegetali ed ubicata nel folto di un grosso cespuglio o di un albero), nella cova (che viene portata avanti dalla sola femmina, col maschio che si occupa di tenere a bada i dintorni e di reperire il cibo per sé e per la compagna) e nell'allevamento dei nidiacei, i quali rimangono coi genitori per un paio di mesi prima di affrancarsene, pur rimanendo nell'ambito dello stormo di appartenenza. Sebbene le coppie tendano a nidificare in solitudine e a scacciare gli intrusi dalla prossimità del nido, i nidi tendon oad essere raggruppati nella stessa area.

## Distribuzione e habitat
Come intuibile dal nome comune, il corvo del Tamaulipas è diffuso lungo la costa nord-orientale del Messico, dal Nuevo León orientale e dal Tamaulipas a sud fino al San Luis Potosí sud-orientale e al nord del Veracruz: recentemente, popolazioni di questi uccelli sono state scoperte anche nel nord-est dell'Hidalgo.

Sebbene generalmente residente all'interno del proprio areale, durante l'inverno le popolazioni settentrionali possono spostarsi verso nord, tanto che il corvo del Tamaulipas viene regolarmente osservato sulle sponde settentrionali della foce Rio Grande fino a Brownsville, in territorio texano, dove però sembrerebbe non riprodursi.
L'habitat di questi uccelli è rappresentato dalle aree aperte di pianura con presenza di macchie alberate sparse: essi colonizzano senza problemi anche gli insediamenti umani.